# Tasuku Hondžo
Tasuku Hondžo (jap. 本庶 佑, engl. Tasuku Honjo; Kjoto, 27. januar 1942)je japanski imunolog i dobitnik Nobelove nagrade, najpoznatiji po identifikaciji proteina 1 programirane ćelijske smrti (PD-1). Poznat je i po svojoj molekularnoj identifikaciji citokina: IL-4 i IL-5, kao i otkriću aktivacijom indukovane citidin deaminaze (AID) koja je neophodna za izotipsko prekopčavanje i somatsku hipermutaciju.
Izabran je za inostranog saradnika Nacionalne akademije nauka, SAD (2001), za člana Nemačke akademije prirodnih naučnika Leopoldina (2003), kao i člana Japanske akademije (2005).
Godine 2018. dobio je Nobelovu nagradu za fiziologiju ili medicinu zajedno sa Džejmsom P. Alisonom. On i Alison su zajedno osvojili nagradu Tang za biofarmaceutske nauke za isto dostignuće.

## Život i karijera
Hondžo je rođen 1942. godine u Kjotou. Diplomirao je 1966. godine na Medicinskom fakultetu Univerziteta u Kjotou, gde je 1975. godine doktorirao medicinsku hemiju pod nadzorom Jasutomi Nišizuke i Osame Hajaišija. Hondžo je bio gostujući saradnik na Odeljenju za embriologiju Instituta Karnegi u Vašingtonu od 1971. do 1973. godine. Zatim je prešao u američke Nacionalne institute za zdravlje (NIH) u Betsdi, Marilend, gde je proučavao genetičku osnovu za imuni odgovor na Nacionalnom institutu za zdravlje dece i ljudski razvoj (енгл. Eunice Kennedy Shriver National Institute of Child Health and Human Development) kao stipendista između 1973. i 1977. godine, a nakon toga mnogo godina kao NIH Fogarti stipendista (енгл. Fogarty Scholar) u rezidenciji od 1992. godine. Istovremeno, Hondžo je bio i asistent na Medicinskom fakultetu Univerziteta u Tokiju između 1974. i 1979, profesor na Odseku za genetiku na Medicinskom fakultetu Univerziteta u Osaki, između 1979. i 1984. i profesor na Katedri za medicinsku hemiju na Medicinskom fakultetu Univerziteta u Kjotou, od 1984. do 2005. godine. Bio je predsednik Korporativnog Univerziteta Shizuoka prefekture (engl.Shizuoka Prefecture Public University Corporation) od 2012. do 2017. godine.
Član je Japanskog društva za imunologiju, a od 1999. do 2000. bio je njegov predsednik. Hondžo je takođe počasni član Američkog udruženja imunologa. 2017. godine postao je zamenik generalnog direktora i uvaženi profesor Instituta za napredne studije Univerziteta u Kjotou (KUIAS).

## Dostignuća
Hondžo je uspostavio osnovni koncept izotipskog prekopčavanja. On je predstavio model koji objašnjava preraspodelu gena koji kodiraju antitela u izotipskom prekopčavanju i između 1980. i 1982. godine potvrdio model otkrićem DNK delecija (1978) i prekopčavajućih regiona (engl. switch (S) regions) (1980). Uspeo je u kloniranju cDNK citokina IL-4 i IL-5 uključenih u izotipskom prekopčavanju i kloniranju alfa lanca IL-2 receptora (1986) i nastavio dalje otkrivati aktivacijom indukovanu citidin deaminazu (AID) 2000. godine, pokazujući njenu važnost u izotipskom prekopčavanju i somatskoj hipermutaciji.

## Nobelova nagrada
Godine 2018, Hondžo je, zajedno sa Džejmsom P. Alisonom, dobio Nobelovu nagradu za fiziologiju ili medicinu za otkriće terapije kancera inhibicijom negativne imunske regulacije. 1992. godine, Hondžo je prvi put identifikovao protein 1 programirane ćelijske smrti (PD-1) kao inducibilni gen na aktiviranim T-limfocitima i ovo otkriće je značajno doprinelo uspostavljanju principa imunoterapije raka inhibicijom PD-1. Hondžo je pokazao da inhibicijom PD-1 T-limfociti stiču sposobnost da markiraju i ubiju ćelije raka. Na posebno impresivnoj demonstraciji u 2012. godini tretman je izazvao dugotrajnu remisiju sa nekoliko nuspojava kod pacijenata sa metastatskim karcinomom koji se obično smatra neizlečivim. US FDA je odobrila imunološku terapiju zasnovanu na PD-1 za specifične kancere u 2014. i 2015. godini.

## Nagrade
- 1981 — Noguči Hidejo memorijalna nagrada za medicinu (engl. Noguchi Hideyo Memorial Award for Medicine) [7]
- 1981 — Asahi nagrada (engl. Asahi Prize) [8]
- 1984 — Kihara nagrada, Udruženje genetičara Japana (engl. Kihara Prize, Genetics Society of Japan) [9]
- 1984 — Osaka naučna nagrada (engl. Osaka Science Prize) [9]
- 1985 — Ervin fon Belc nagrada (engl. Erwin von Baelz Prize) [9]
- 1988 — Takeda nagrada iz oblasti medicine (engl. Takeda Medical Prize) [7]
- 1992 — Behring-Kitasato nagrada (engl. Behring-Kitasato Award) [9]
- 1993 — Uehara nagrada (engl. Uehara Prize) [7]
- 1996 — Imperijal nagrada Japanske akademije (engl. Imperial Prize of the Japan Academy) [10]
- 2000 — Lice kulturnih zasluga (engl. Imperial Prize of the Japan Academy) [11]
- 2001 — Inostrani saradnik američke Nacionalne akademije nauka (engl. Foreign Associate of U.S. National Academy of Sciences) [9]
- 2012 — Robert Koh nagrada (engl. Robert Koch Prize) [7]
- 2013 — Red kulture (engl. Order of Culture) [7]
- 2014 — Wilijam B. Kolej nagrada (engl. William B. Coley Award) [7]
- 2015 — Ričard V. Smolej , MD Memorijalna nagrada (engl. Richard V. Smalley, MD Memorial Award) [7]
- 2016 — Kjoto nagrada u fundamentalnoj nauci (engl. Kyoto Prize in Basic Sciences)
- 2016 — Kejo nagrada za medicinsku nauku (engl. Keio Medical Science Prize) [12]
- 2016 — Fudan-Congči naučna nagrada (engl. Fudan-Zhongzhi Science Award) [13]
- 2016 — Thomson Reuters Citation Laureates [14]
- 2017 — Varen Alpert foundacija nagrada (engl. Warren Alpert Foundation Prize) [15]
- 2018 — Nobelova nagrada za fiziologiju ili medicinu [16]
- 2018 — Tang nagrada za biofarmaceutske nauke (engl. Tang Prize in Biopharmaceutical Science) [7]